# The Legend of Zelda: Phantom Hourglass
The Legend of Zelda: Phantom Hourglass este succesorul direct al jocului pentru Nintendo GameCube, ”The Legend of Zelda: Wind Waker”. Acesta este al paisprezecelea joc din seria The Legend of Zelda. Cronologic, a apărut după ”The Legend of Zelda: Twilight Princess” pe Wii și înainte de ”The Legend of Zelda: Spirit Tracks” pentru DS; calendaristic a ajuns pe rafturile magazinelor în iunie, 2007, în Japonia iar în Statele Unite ale Americii în octombrie.
Firul poveștii e continuarea celei din titlul precedent, ”The Wind Waker”. Link trăiește, împreună cu Tetra, în Hyrule acoperit de apă, numit Great Sea.
În timpul călătoriei lor, ei decoperă o corabie fantomă. După ce Tetra urcă la bordul navei, ea strigă după ajutor. Link, în încercarea lui de a-i sări în ajutor, cade în mare unde își pierde cunoștința. Este dus la mal pe o insulă unde este trezit de zâna Ciela. În timpul explorării insulei, Link găsește Phantom Hourglass , adică Clepsidra Fantomă, care e umplută cu Nisipul Orelor, și totodată îl întâlnește pe bătrînul Oshus care dorește să-l ajute pe Link să găsească corabia fantomă și să o salveze pe Tetra.